# 프로토메

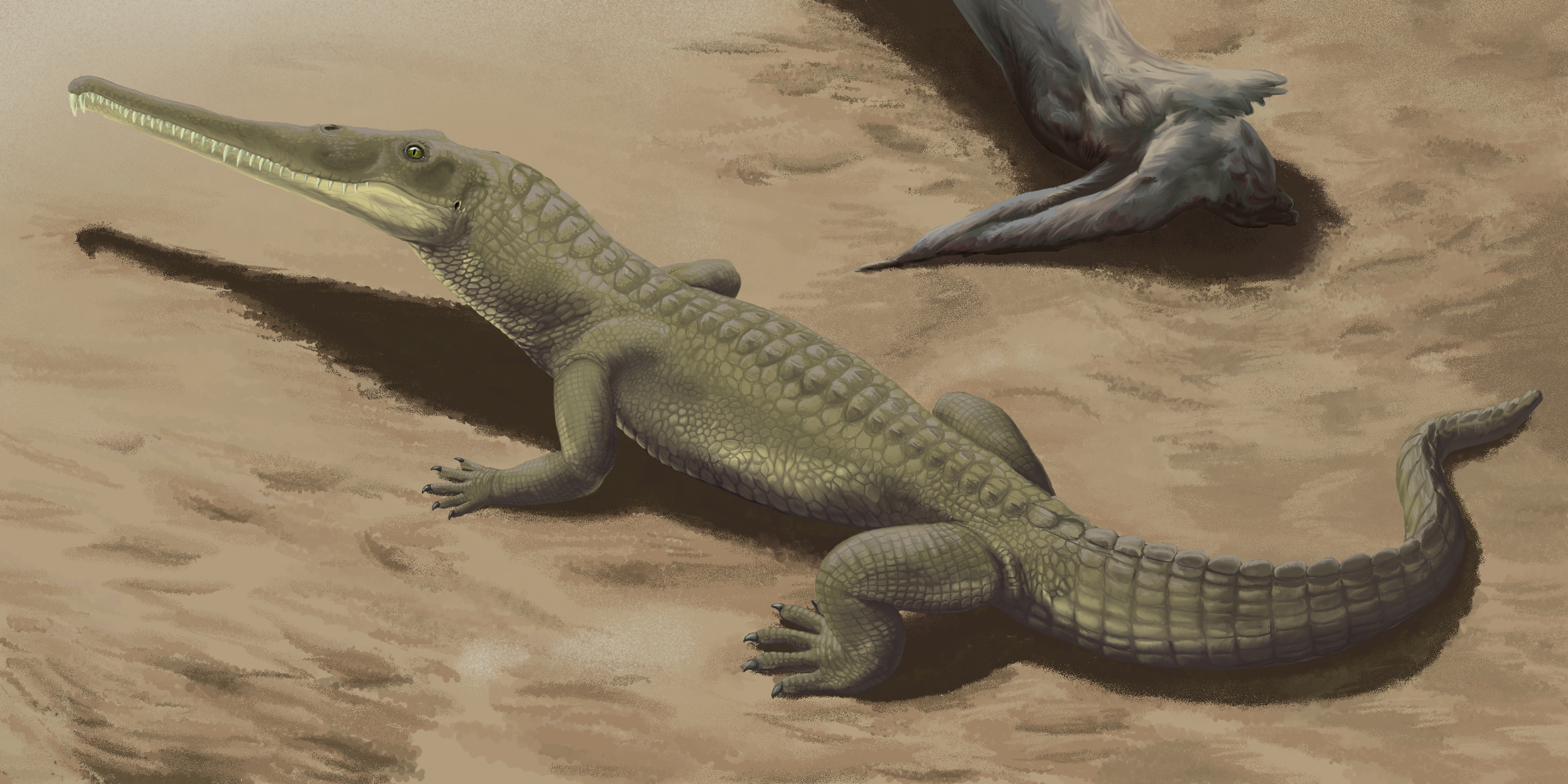

프로토메(학명:Protome batalaria)는 악어목 피토사우루스과에 속하는 악어이다. 지금은 멸종된 악어로 몸길이가 7~8m인 거대한 악어에 속한다.

## 특징
프로토메는 길고 좁은 관 모양의 주둥이를 가지고 있다. 주둥이의 뒷면에는 부분적 로스트랄 볏이 있는데, 스밀로수쿠스 아다마넨시스, 프라부수쿠스, 렙토수쿠스 등 익룡과 함께 공유하는 특징이 있으나, 다른 스밀로수쿠스 종이나 일부 위도팔라투스 종에 비해 두드러지지는 않는다. 렙토수쿠스 스터디와 미스트리오수쿠스 웨스트팔리에 존재하는 코의 중간선을 따라 가는 전축 볏이 부족하다. 프로토메를 다른 익룡과 연관시키는 많은 특징들은 볼 부위를 구성하고 두개골의 주요 부분 뒤로 뻗어나가는 편평골에서 찾을 수 있다. 또한 프로토메는 몇 가지 독특한 특징이 있다. 즉 자동포모르피에 기초하여 이름이 붙여졌다. 첫 번째 자토모피(autapomorphy)는 바시투베라의 평평한 형태로서, 목과의 부착점 앞 두개골 밑부분의 한 부분이다. 또 다른 것은 두개골 뒤쪽에 있는 골격 돌출부가 척수가 두개골 안으로 들어가는 구멍인 포아멘 마그넘의 위쪽 여백을 구성하고 있다는 것이다. 세 번째 자토모피란 아래턱에 있는 구멍의 앞끝을 감싸고 있는 작은 우울증이나 포사(fossa)를 말한다. 이러한 특징들은 PEFO 34034를 렙토수쿠스 아다마넨시스와는 구별되는 새로운 속과 종으로 구별하기 위해 사용되었다. 프로토메와 렙토수쿠스는 두개골 위에 위치한 넓은 스쿼모살과 초석류라고 불리는 구멍을 둘 다 가지고 있다는 점에서 비슷하다. 2004년에 그것이 설명되었을 때, PEFO 34034는 아마도 청소년일 가능성이 있는 작은 렙토수쿠스 개인을 나타내는 것으로 생각되었다. 볏의 부재는 또한 일부 종의 뚜렷한 특징으로 해석되어 왔으나, 최근에는 성 이형성의 가능한 특징으로 해석되어 왔음에도 불구하고, 전축 볏의 부재는 그것이 소년이라는 증거로 사용되어 왔다. 대부분의 소년 피토룡은 각 척추의 서로 다른 부분의 불완전한 융합을 근거로 확인되지만 프로토메는 어떤 사후 유골에서도 알려져 있지 않다. 2012년 프로토메가 새로이 명명되었을 때는 진화적 관계를 결정하기 위해 계통생성 분석이 수행되었다. 분석 결과 PEFO 34034는 렙토수쿠스와 스밀로수쿠스 종을 포함하는 층 밖에 배치되었는데 이는 표본을 참조할 수 있는 가장 가능성이 높은 두 종류다. PEFO 34034가 이들 그룹 외부에 배치된 것은 새로운 속과 종의 창설을 정당화했다. 프로토메는 클라드 렙토수초모르파 바로 외곽에 있는 피토사우루스균으로 밝혀졌다. 이전 연구에서도 그랬듯이 렙토수쿠스 종은 파라피알레틱 그룹을 형성했는데, 이는 그들이 하나의 일관된 종을 나타내지 않았다는 것을 의미한다. 페트리피티드 포레스트의 고립된 많은 피토사우르스 두개골 파편들은 넓은 스쿼모살(squamosal)을 가지고 있었기 때문에 렙토수쿠스에 배정되었지만, 뚜렷한 세손 프로토메에 이런 종류의 스쿼모살(squamosal)이 존재한다는 것은 이 모든 파편들이 렙토수쿠스에게 자신 있게 배정될 수 있는 것은 아니라는 것을 시사한다. 또한 양턱에는 커터 칼날과 같이 예리한 이빨들이 나 있으며 위턱과 아래턱을 합쳐 총 25~30개의 이빨이 나 있다. 먹이로는 당대에 서식하던 물고기, 갑각류와 같은 육식성의 먹이와 양치식물과 같은 초식성의 먹이까지 두루 섭식했을 잡식성의 악어로 추정된다.

## 생존시기와 서식지와 화석의 발견
프로토메가 생존하던 시기는 중생대의 트라이아스기 후기로 지금으로부터 2억년전~1억 8000만년전에 생존을 했던 악어이다. 생존했던 시기에는 북아메리카를 중심으로 하는 강과 호수에서 주로 서식했을 것으로 추정이 된다. 화석의 발견은 2012년에 미국의 트라이아스기에 형성된 지층에서 고생물학자들에 의해서 처음으로 발굴이 되어 새롭게 명명된 종이다.

## 같이 보기
- 악어
- 중생대
- 트라이아스기
- 파충류
- 화석